# Voetbalvereniging Harkemase Boys
Il Voetbalvereniging Harkemase Boys, comunemente noto come Harkemase Boys, è una società calcistica olandese con sede a Harkema.

## Storia
L'Harkemase Boys fu fondato nel 1946. Fino al 2009/2010 ha disputato la Hoofdklasse, il massimo livello dei campionati dilettantistici olandesi, con l'istituzione della Topklasse come massimo campionato dilettantistico nella stagione 2010/2011, l'Harkemase Boys è passato in Topklasse.

## Stadio
L'Harkemase Boys disputa le sue partite casalinghe allo stadio De Bosk, che può contenere 5500 persone.